# Karlskoga Motorstadion

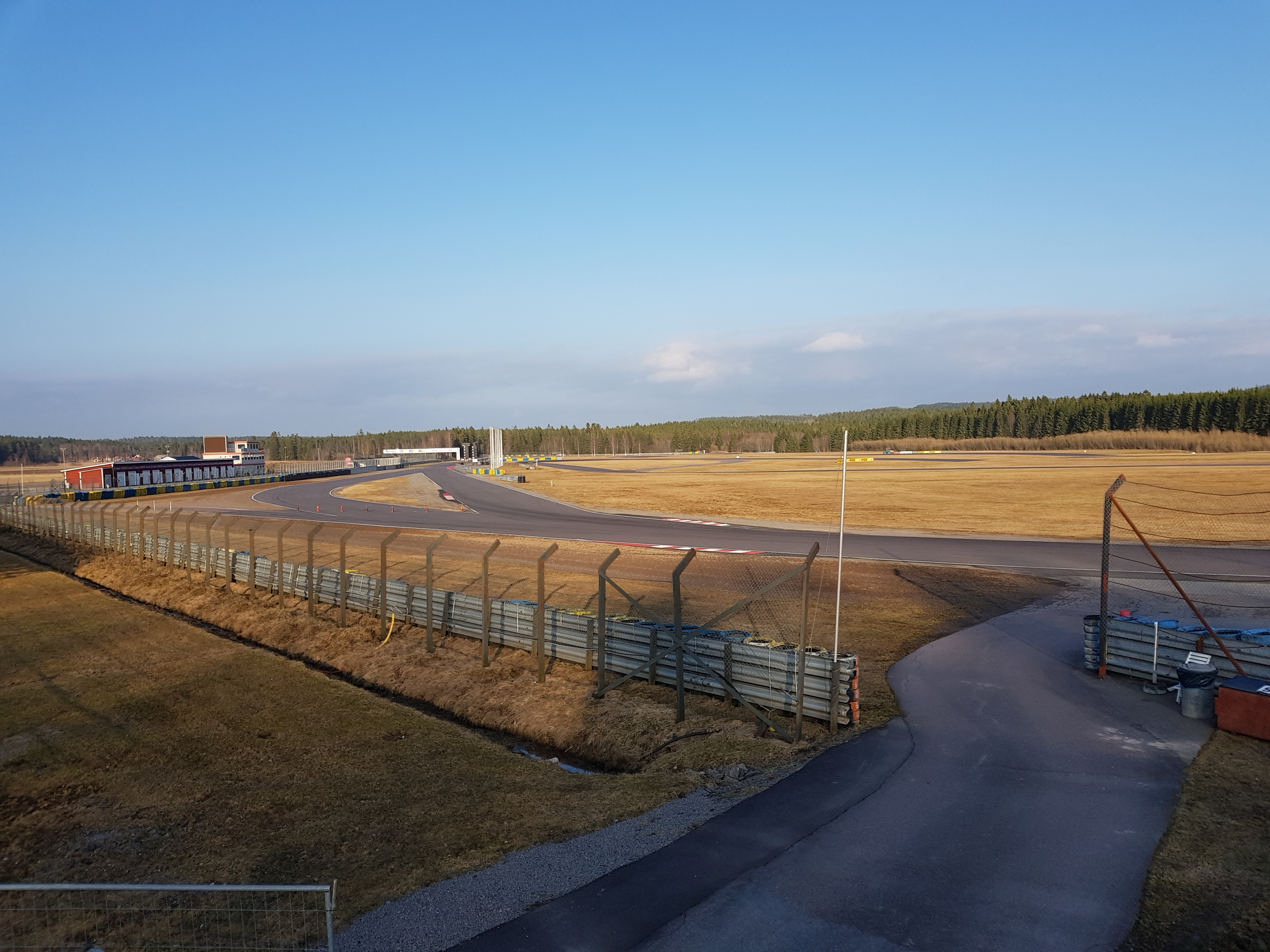
Startrakan på Gälleråsen, Karlskoga motorstadium

Karlskoga Motorstadion är en 2 350 meter lång racerbana belägen vid väg 205 i Karlskoga kommun, vid byn Gelleråsen. Banan kallas därför oftast Gelleråsen. Gelleråsen var från början en grusslinga som var cirka en kilometer lång. De senaste åren har Gelleråsbanan stått värd för två av tävlingarna i STCC-serien.
Åren 1961-1963 kördes det formel 1 på banan, men det var då inga tävlingar som räknades in i mästerskapet, utan uppvisningsstävlingar. Stirling Moss vann 1961, Masten Gregory vann 1962 och Jim Clark vann 1963. 
Efter en mycket svår olycka under Kanonloppet 1970 byggdes banan om radikalt men håller trots det inte en standard som motsvarar de krav som numera ställs på F1-banor. Under loppet hakade 2 bilar tag i varandra och slungades ut bland publiken. Sex personer omkom och 30 skadades. På plats fanns 30 000 åskådare.
Banrekordet för Formula Nordic på Gelleråsen Arena är 1:04.918, satt av Linus Granfors den 4 juni 2023, enligt Formula Nordic.